# Le Fusil dans l'eau
Le Fusil dans l'eau est une bande dessinée de la série Jeremiah de Hermann parue en 2001

## Synopsis
Kurdy et Jeremiah rencontrent Jason, au fonds d'un puits dans une veille usine, après avoir échappé à une troupe de motards avec qui ils s'étaient accrochés. Jason les présente à sa famille, famille ermite vivant à l'écart de toute civilisation, dans les marais, et souffrant de violentes tensions internes. Les personnages de cette famille haute en couleur semblent cacher quelque chose.

## Analyse
Analyse très poussée d'une famille bizarre. Ce tome est celui qui suit la plus longue période de silence dans les épisodes de la série : 3 ans.

### Documentation
- Fabien Tillon, « In vino familias », BoDoï, no 39,‎ mars 2001, p. 12.